# Liste der denkmalgeschützten Objekte in Erl (Tirol)
Die Liste der denkmalgeschützten Objekte in Erl enthält die 10 denkmalgeschützten, unbeweglichen Objekte der Tiroler Gemeinde Erl.

## Denkmäler
| Foto |                 | Denkmal | Standort                                   | Beschreibung | Metadaten |
| ---- | --------------- | --- | ------------------------------------------ | --- | --- |
| ja   | Datei hochladen | Gedenkstein 1809 HERIS-ID: 106786 Objekt-ID: 124011 TKK: 2894                                                            | Dorf Standort KG: Erl                      | Die zum Gedenkstein umgewandelte Bildsäule erinnert an die Ermordung des Simon Klinger im Jahre 1809. | BDA-Hist.: Q37808591 Status: § 2a Stand der BDA-Liste: 2025-06-30 Name: Gedenkstein 1809 GstNr.: 1803 Gedenkstein 1809, Erl                                                             |
| ja   | Datei hochladen | Kath. Pfarrkirche hl. Andreas und Friedhof mit Einsegnungshalle HERIS-ID: 55337 Objekt-ID: 63960 TKK: 2884, 140624, 2885 | Dorf 40 Standort KG: Erl                   | Der Vorgängerbau war ein frühmittelalterlicher Saalbau mit annähernd quadratischem Chor aus dem 8. Jahrhundert, einem Westturm aus dem 12. Jahrhundert und einem im 14./15. Jahrhundert neu errichteten Presbyterium. 1681/1682 wurde die heutige barocke Kirche errichtet und 1698 geweiht. 1703 und 1809 wurde sie durch Brand beschädigt und anschließend wiederhergestellt. Der aus der Westfassade vortretende Turm weist ein achteckiges Glockengeschoß und einen Zwiebelhelm mit Laterne auf. Die Fassaden sind mit Pilastergliederung und oben und unten abgerundeten Fensterlaibungen gestaltet. Innen ist das dreijochige, breite Langhaus von einer Flachtonne und Stichkappen überwölbt, der einjochige Chor von einer Stichkappentonne auf Gebälkstücken. Die zweigeschoßige Westempore ruht auf ionisierenden Säulen. Die Deckenfresken mit der Berufung und Kreuzigung des hl. Andreas stammen von 1817 und werden Franz Altmutter zugeschrieben. | BDA-Hist.: Q38064794 Status: § 2a Stand der BDA-Liste: 2025-06-30 Name: Kath. Pfarrkirche hl. Andreas und Friedhof mit Einsegnungshalle GstNr.: 1, 2, 1894/1 Sankt Andreas (Erl, Tyrol) |
| ja   | Datei hochladen | Passionsspielhaus HERIS-ID: 86765 Objekt-ID: 101092 TKK: 2909                                                            | Mühlgraben 56 Standort KG: Erl             | Das Passionsspielhaus wurde in den Jahren 1957–1959 nach Plänen des Architekten Robert Schuller errichtet. Der Bau gilt als eine Ikone der Nachkriegsmoderne wie auch als akustisches Meisterwerk. | BDA-Hist.: Q37716909 Status: § 2a Stand der BDA-Liste: 2025-06-30 Name: Passionsspielhaus GstNr.: 480/1 Passionsspielhaus Erl                                                           |
| ja   | Datei hochladen | Pfarrer-Hartmann-Marterl HERIS-ID: 106790 Objekt-ID: 124015 TKK: 2891                                                    | Rainerried 1, in der Nähe Standort KG: Erl | Die Bildsäule mit einer Kopie des Gnadenbilds von Maria Kirchental wurde um 1920 geschaffen, das Bildnis selbst stammt aus dem 18. Jahrhundert. | BDA-Hist.: Q37808625 Status: § 2a Stand der BDA-Liste: 2025-06-30 Name: Pfarrer-Hartmann-Marterl GstNr.: 195/3 Pfarrer-Hartmann-Marterl, Erl                                            |
| ja   | Datei hochladen | Burgruine Katzenstein HERIS-ID: 106755 Objekt-ID: 123977 TKK: 48406                                                      | Schwaigen 3, in der Nähe Standort KG: Erl  | Die Burg Katzenstein wurde im späten 14. oder frühen 15. Jahrhundert am Fuße des Kranzhorns errichtet, nachdem Kufstein an den Herzog von Bayern-Ingolstadt kam. Die Anlage diente als Verstärkung der Grenze zum Herzog von Bayern-München. | BDA-Hist.: Q37808508 Status: § 2a Stand der BDA-Liste: 2025-06-30 Name: Burgruine Katzenstein GstNr.: 1532/3 Burgruine Katzenstein, Erl                                                 |
| ja   | Datei hochladen | Kapelle/Kriegerdenkmal HERIS-ID: 106787 Objekt-ID: 124012 TKK: 2910                                                      | bei Unterweidau 3 Standort KG: Erl         | Das Kriegerdenkmal wurde vom Künstler Michael Lackner 1926 geschaffen und nach 1945 restauriert. | BDA-Hist.: Q37808604 Status: § 2a Stand der BDA-Liste: 2025-06-30 Name: Kapelle/Kriegerdenkmal GstNr.: 256/2 Kriegerdenkmal, Erl                                                        |
| ja   | Datei hochladen | Gedenktafel Adolf Pichler HERIS-ID: 110823 Objekt-ID: 128575 TKK: 7080                                                   | Zollhaus 2 Standort KG: Erl                | Die Gedenktafel für Adolf Pichler wurde um 1889 an dessen Geburtshaus angebracht. Das Reliefportrait schuf Franz Josef Kranewitter. | BDA-Hist.: Q37820921 Status: Bescheid Stand der BDA-Liste: 2025-06-30 Name: Gedenktafel Adolf Pichler GstNr.: .103/1 Gedenktafel Adolf Pichler, Erl                                     |
| ja   | Datei hochladen | Figurenbildstock hl. Johannes Nepomuk HERIS-ID: 39051 Objekt-ID: 38756 TKK: 2906                                         | gegenüber Zollhaus 3 Standort KG: Erl      | Die Skulptur des hl. Johannes Nepomuk im Gastgarten des Gasthofs „Zollhaus“ ist mit der Jahreszahl 1751 bezeichnet. | BDA-Hist.: Q37986698 Status: Bescheid Stand der BDA-Liste: 2025-06-30 Name: Figurenbildstock hl. Johannes Nepomuk GstNr.: 574 Figurenbildstock Nepomuk, Erl                             |
| BW   | Datei hochladen | Grenzstein auf der Pastau (Bastau)-Alm HERIS-ID: 106784 Objekt-ID: 124009 TKK: 115581                                    | Standort KG: Erl                           | Die Datierung des Grenzsteins auf der Pasteralm ist ungewiss. | BDA-Hist.: Q37808578 Status: § 2a Stand der BDA-Liste: 2025-06-30 Name: Grenzstein auf der Pastau (Bastau)-Alm GstNr.: 1616/3                                                           |
| ja   | Datei hochladen | Johanneskapelle am Inndamm HERIS-ID: 106807 Objekt-ID: 124038 TKK: 2986                                                  | Standort KG: Erl                           | Die Kapelle an der Uferböschung des Inns wurde in der zweiten Hälfte des 19. Jahrhunderts errichtet. Nach 2020 wurde die Kapelle völlig neu errichtet. Das Kruzifix befand sich schon in der alten Kapelle. | BDA-Hist.: Q37808722 Status: § 2a Stand der BDA-Liste: 2025-06-30 Name: Johanneskapelle am Inndamm GstNr.: 1515/7 Johanneskapelle, Erl                                                  |